# 松竹

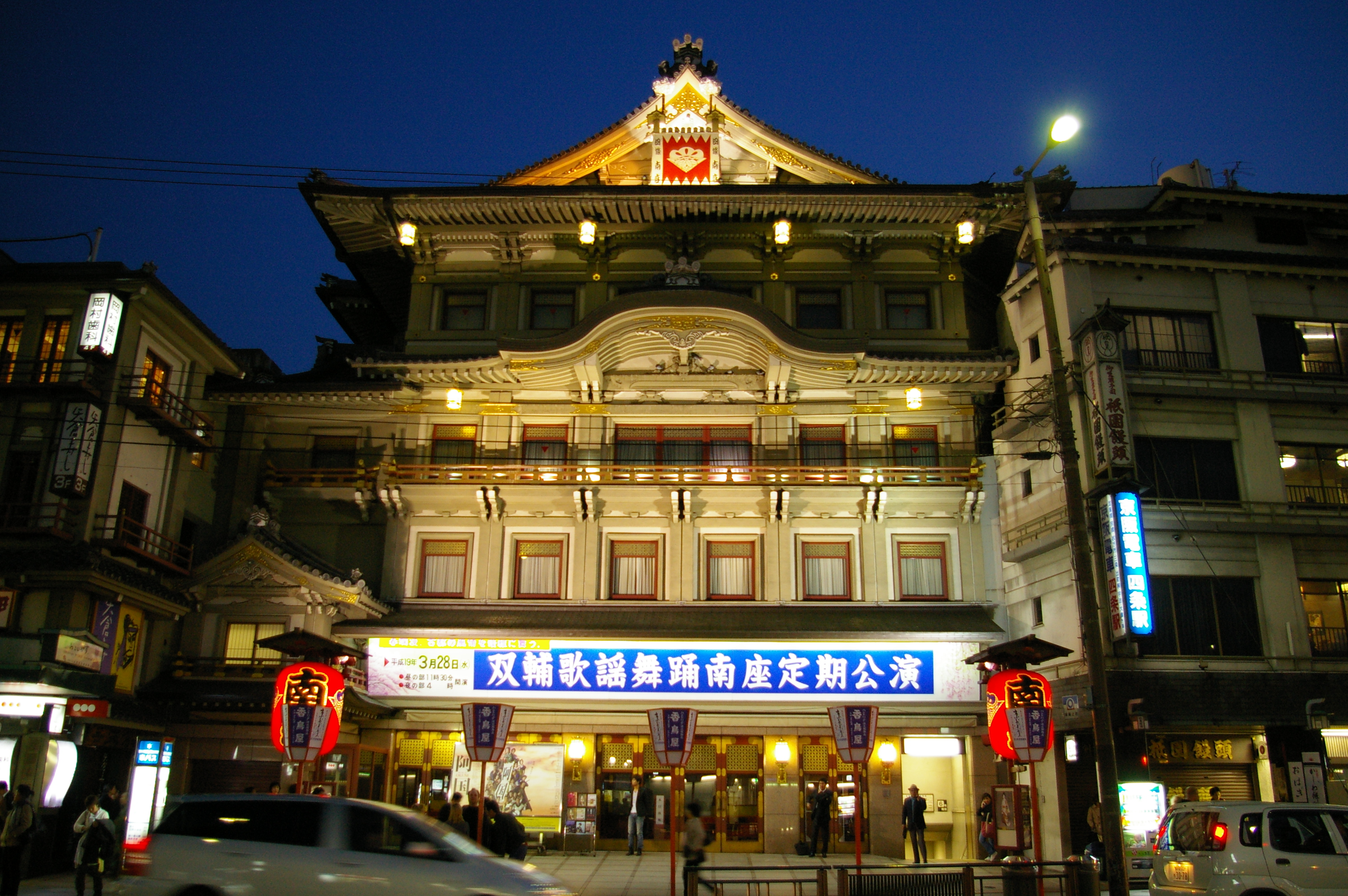
位於京都市東山區，由松竹經營的京都四條南座劇場

松竹株式會社（日语：／ Shōchiku Kabushiki kaisha */?），簡稱松竹，為日本五大電影公司之一，經營範圍橫跨表演藝術及電影產業。從1895年大谷竹次郎在京都開始經營傳統劇場，松竹的創業時間已超過一百年。松竹的名稱是由創辦人白井松次郎及大谷竹次郎兄弟的名而來。
除了電影，松竹在創業時就開始在戲劇表演方面上的經營。歌舞伎、歌劇、相聲、交響樂等皆是松竹涉足的範圍。東京歌舞伎座、京都四條南座等日本知名的傳統表演藝術場所，即為松竹創設與擁有。
松竹曾與其他電影大廠共同參與富士電視台的創立，現在也自行設立數個衛星電視頻道轉播戲劇及播放自製的電影、電視劇。
松竹的開場動畫以富士山做為背景，2000年開始以CG製作，至2015年創業120週年時更換為以實地拍攝的富士山影像作為背景。新版開場動畫由Team Rabo製作、IMAGICA West攝影及配上特效。

## 外部連結
- 松竹株式會社 （页面存档备份，存于） （日語）（英文）
- 松竹企業情報特設網站 （页面存档备份，存于） （日語）（英文）
- 维基共享资源上的相關多媒體資源：松竹